# Лейкшир (Міссурі)
Лейкшир (англ. Lakeshire) — місто (англ. city) в США, в окрузі Сент-Луїс штату Міссурі. Населення — 1554 особи (2020).

## Географія
Лейкшир розташований за координатами 38°32′24″ пн. ш. 90°20′17″ зх. д. / 38.54000° пн. ш. 90.33806° зх. д. (38.539923, -90.338128).  За даними Бюро перепису населення США в 2010 році місто мало площу 0,54 км², уся площа — суходіл. В 2017 році площа становила 0,58 км², уся площа — суходіл.

## Демографія
Згідно з переписом 2010 року, у місті мешкали 1432 особи в 737 домогосподарствах у складі 351 родини. Густота населення становила 2647 осіб/км².  Було 808 помешкань (1494/км²).
Расовий склад населення:
| - 93,7 % — білих - 2,9 % — чорних або афроамериканців - 0,5 % — азіатів - 0,2 % — корінних американців - 0,1 % — вихідців з тихоокеанських островів - 1,1 % — осіб інших рас |

До двох чи більше рас належало 1,5 %. Частка іспаномовних становила 3,3 % від усіх жителів.
За віковим діапазоном населення розподілялося таким чином: 19,8 % — особи молодші 18 років, 65,7 % — особи у віці 18—64 років, 14,5 % — особи у віці 65 років та старші. Медіана віку мешканця становила 38,3 року. На 100 осіб жіночої статі у місті припадало 89,4 чоловіків;  на 100 жінок у віці від 18 років та старших — 85,0 чоловіків також старших 18 років.
Середній дохід на одне домашнє господарство  становив 60 713 долари США (медіана — 43 438), а середній дохід на одну сім'ю — 69 160 доларів (медіана — 55 809). Медіана доходів становила 45 917 доларів для чоловіків та 31 739 доларів для жінок. За межею бідності перебувало 13,0 % осіб, у тому числі 11,7 % дітей у віці до 18 років та 6,6 % осіб у віці 65 років та старших.
Цивільне працевлаштоване населення становило 863 особи. Основні галузі зайнятості: освіта, охорона здоров'я та соціальна допомога — 24,3 %, роздрібна торгівля — 13,4 %, мистецтво, розваги та відпочинок — 13,4 %.